# Florian Unruh
Florian Unruh (Rendsburg, 7 juni 1993) is een Duits boogschutter.

## Carrière
Unruh maakte zijn internationale debuut in 2012 en won sindsdien op verscheidene takken in het boogschieten medailles. Hij was zowel outdoor, indoor als in het veld goed voor podia. Hij nam in 2021 deel aan de uitgestelde Olympische Spelen waar hij de kwartfinale wist te bereiken waarin hij verloor van Mauro Nespoli. In zowel 2020 als 2021 won hij verschillende medailles in de World Cup en de World Indoor Series.
Na zijn huwelijk in 2020 met Lisa Unruh nam hij haar achternaam aan, voorheen heette hij Florian Kahllund.

## Resultaten

### Olympische Spelen
Individueel
- 2020: kwartfinale (verloren van Mauro Nespoli met 4-6)

Gemengd
- 2024:  Parijs

### Wereldkampioenschap
Individueel
- 2014: kwartfinale (verloren van Taylor Worth met 5-6) (indoor)
- 2015: 3e ronde (verloren van Takaharu Furukawa met 4-6)
- 2016: kwartfinale (verloren van Heorhi Ivanytsky met 5-6) (indoor)
- 2017: 3e ronde (verloren van Pablo Acha met 2-6)
- 2018: 1e ronde (verloren van Massimiliano Mandia met 5-6) (indoor)
- 2019: 1e ronde (verloren van Riau Ega Agatha met 4-6)
- 2021: 2e ronde (verloren van Mete Gazoz met 3-7)
- 2022:  (gewonnen van Matthew Nofel met 57-54) (veld)
- 2023: 4e ronde (verloren van Eric Peters met 4-6)

Gemengd
- 2017:  Mexico-Stad (gemengd)
- 2023:  Berlijn (gemengd)
- 2023:  Cesana San Sicario (veld, gemengd)

Team
- 2016:  Ankara (indoor, team)
- 2018:  Cortina (veld, team)

### WereldSpelen
- 2022:  Birmingham (individueel)

### Europees kampioenschap
- 2014:  Armenië (individueel)
- 2021:  Kroatië (veld, individueel)
- 2021:  Kroatië (veld, team)
- 2022:  Duitsland (individueel)
- 2022:  Duitsland (gemengd)
- 2023:  Italië (veld, individueel)
- 2023:  Italië (veld, team)
- 2024:  Duitsland (gemengd)

### Europese Spelen
- 2023:  Kraków Małopolska (individueel)
- 2023:  Kraków Małopolska (gemengd)

### World Cup/World Series
- 2014:  Antalya (individueel)
- 2015:  Wrocław (team)
- 2018:  Shanghai (team)
- 2019:  GT Open (individueel)
- 2020:  World Series Finale (indiviueel)
- 2020:  Lausanne Invitational (individueel)
- 2021:  Guatemala-Stad (gemengd)
- 2021:  Guatemala-Stad (team)
- 2021:  Lausanne (team)
- 2021:  Parijs (team)
- 2022:  Medellín (team)
- 2024:  Yecheon (team)